# Haderslev (municipio)
El Municipio de Haderslev (en danés: Haderslev Kommune) es un municipio de Dinamarca, localizado en el sur de la península de Jutlandia. Forma parte de la región de Dinamarca Meridional y su capital es la ciudad de Haderslev.
Haderslev se creó en 2007 con la fusión de los siguientes municipios:
- Gram
- Haderslev
- Vojens
- Nørre-Rangstrup (sólo la parroquia de Bevtoft)
- Christiansfeld (las parroquias de Bjerning, Fjelstrup y Hjerndrup)

## Localidades
| Localidades más pobladas de Haderslev |              |                  |
| Nº                                    | Localidad    | Población (2012) |
| 1                                     | Haderslev    | 21.396           |
| 2                                     | Vojens       | 7.666            |
| 3                                     | Starup       | 2.468            |
| 4                                     | Gram         | 2.419            |
| 5                                     | Over Jerstal | 1.120            |
| 6                                     | Sommersted   | 1.086            |
| 7                                     | Hammelev     | 1.001            |
| 8                                     | Bevtoft      | 806              |
| 9                                     | Marstrup     | 805              |
| 10                                    | Hoptrup      | 698              |